# Sohodol, Bihor
Sohodol este un sat în comuna Căbești din județul Bihor, Crișana, România.

## Vezi și
- Biserica de lemn din Sohodol, Bihor[1]

## Galerie de imagini
Acest articol despre o localitate din județul Bihor este deocamdată un ciot. Puteți ajuta Wikipedia prin completarea lui.

1. ↑  Godea, Ioan (1978). Monumente istorice bisericești din eparhia Oradiei: Județele Bihor, Sălaj,  Satu Mare. Biserica Sf Gheorghe din Sohodol. Oradea. p. 175 - 176. line feed character în |titlu= la poziția 75 (ajutor)